# Галерея мистецтв Вокера
Галерея мистецтв Вокера (англ. Walker Art Gallery) — художня галерея у місті Ліверпуль. Галерея Вокера — один з найбільш значущих музейних закладів поза межами Лондона.

## Заснування і розвиток закладу

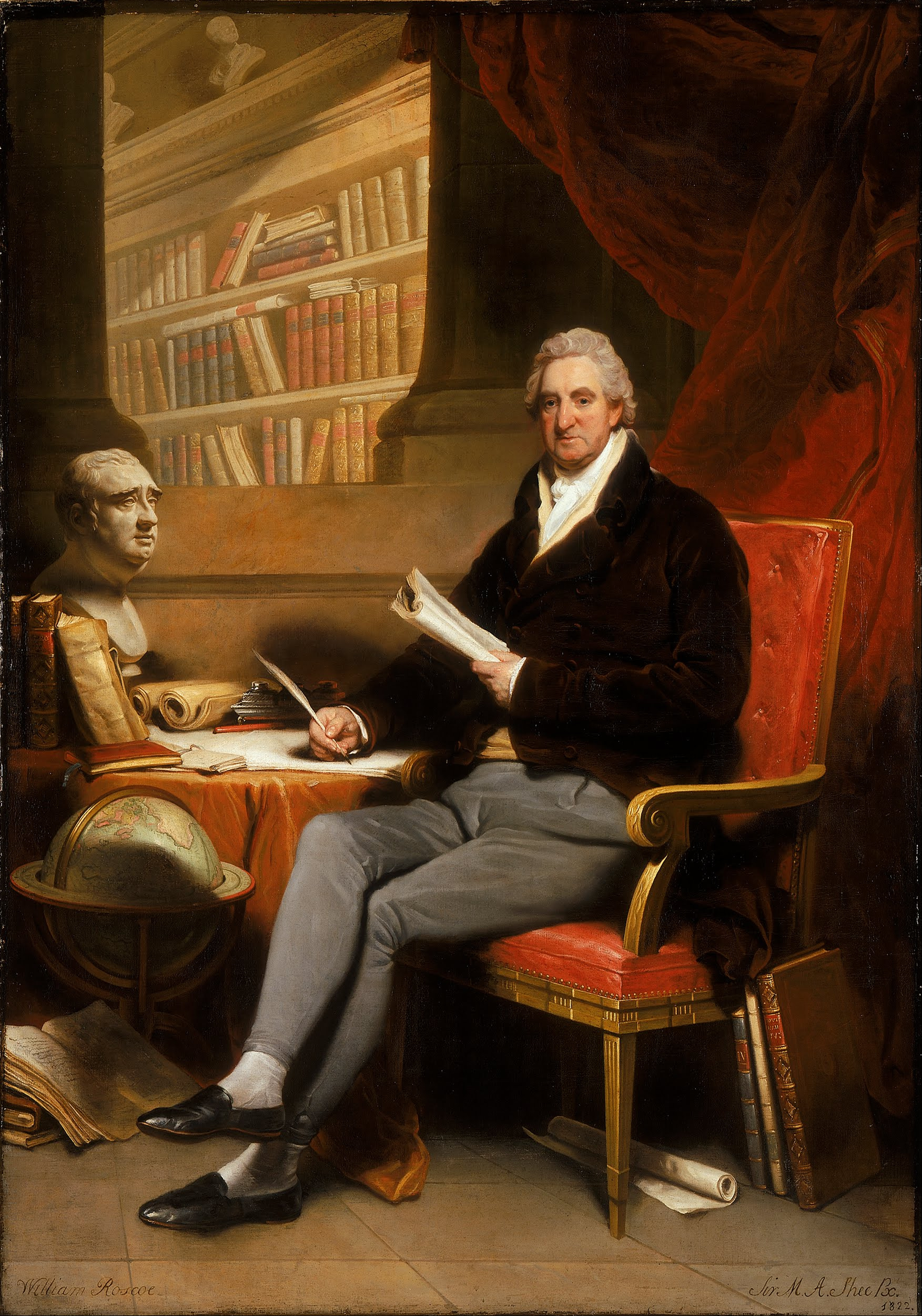
Мартин Арче Ши. «Банкір Вільям Роско», до 1817 року.

Галерея відкрилась для відвідувачів 6 вересня 1877 року. Але збори колекцій почалися раніше. Ліверпульський Королівський інститут скористався нагодою і 1819 року придбав тридцять сім (37) картин банкіра Вільяма Роско, що був примушений продати приватну галерею позаяк потерпів фіаско у банковській справі. Ліверпульський Королівський інститут розмістив картини колишнього банкіра у окремому приміщенні, вибудованому 1843 року поряд із інститутом. 1850 року почалися перемови щодо створення у новому приміщенні мистецької бібліотеки і музею. Мерія міста 1851 року придбала колекцію дипломних творів у місцевої художньої академії.
Бібліотека Вільяма Брауна та музей відкрились для відвідувачів 1860 року. Цим актом мерія міста уважила місцевого комерсанта Вільяма Брауна, завдяки щедрості котрого були отримані кошти на створення у місті публічної бібліотеки, музею та галереї мистецтв. Через одинадцять років (1871 р.) Музейна рада організувала у місті першу Ліверпульську Осінню виставку, експонати котрої показали як у бібліотеці, так і у музеї. Галерея збільшувалась повільно, так, до 1910 року галерея змогла придбати близько ста п'ятдесяти (150) картин.

## Народження галереї Вокера

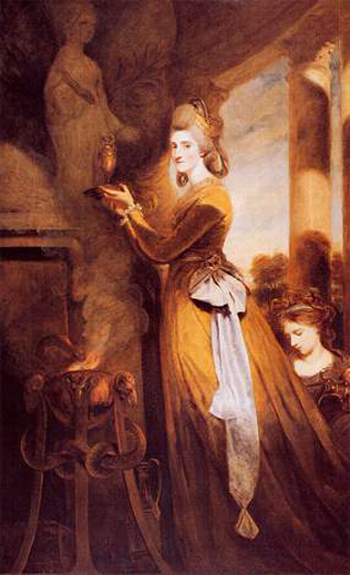
Джошуа Рейнольдс «Луїза Пітт», 1782 рік

Галерея мистецтв названа на честь колишнього мера Ліверпуля, сера Ендрю Барклая Вокера (1824—1893), що походив з заможних підприємців-пивоварів. Будівлю для галереї мистецтв вибудували у стилі пізнього британського класицизму місцеві архітектори.
1893 року Ліверпульський Королівський інститут передав у галерею мистецтв власну збірку картин без картин збірки банкіра В. Роско. В роки Другої світової війни галерею вимушено зачинили, а колекції були вивезені у безпечні місця. Почалася реконструкція у повоєнний період. 1948 року сюди передали також і картини колишньої збірки Вільяма Роско та частку інших творів. Галерея була зачинена на реконструкцію до 1951 року.
2002 року в приміщенні галереї мистецтв провели капітальний ремонт.

## Фонди
Галерея мистецтв Вокера має у власних фондах твори митців Нідерландів від 13 до 16 століть, невелику кількість творів художників доби бароко, переважно північних шкіл, позаяк бароко як стиль католицьких країн в протестантській країні не користувався повагою за винятком декількох майстрів (Пітер Пауль Рубенс, Клод Лоррен, Франческо Солімена, художники Голландії). Хронологічно мистецтво країн на континенті охоплює період від 1550 до 1900 рр. (той же Рубенс, Ніколя Пуссен, Лукас Кранах старший, Джамбаттіста Піттоні, Едгар Дега тощо) . Серед них митці Фландрії, Голландії, Німеччини, Франції .
Окрему зацікавленість викликають твори художників-іноземців, що працювали у Британії та місцеві художники, надто погано представлені у майже всіх збірках на континенті.

Майстерня Ганса Гольбейна молодшого. «Король Генріх VIII», до 1547 року.
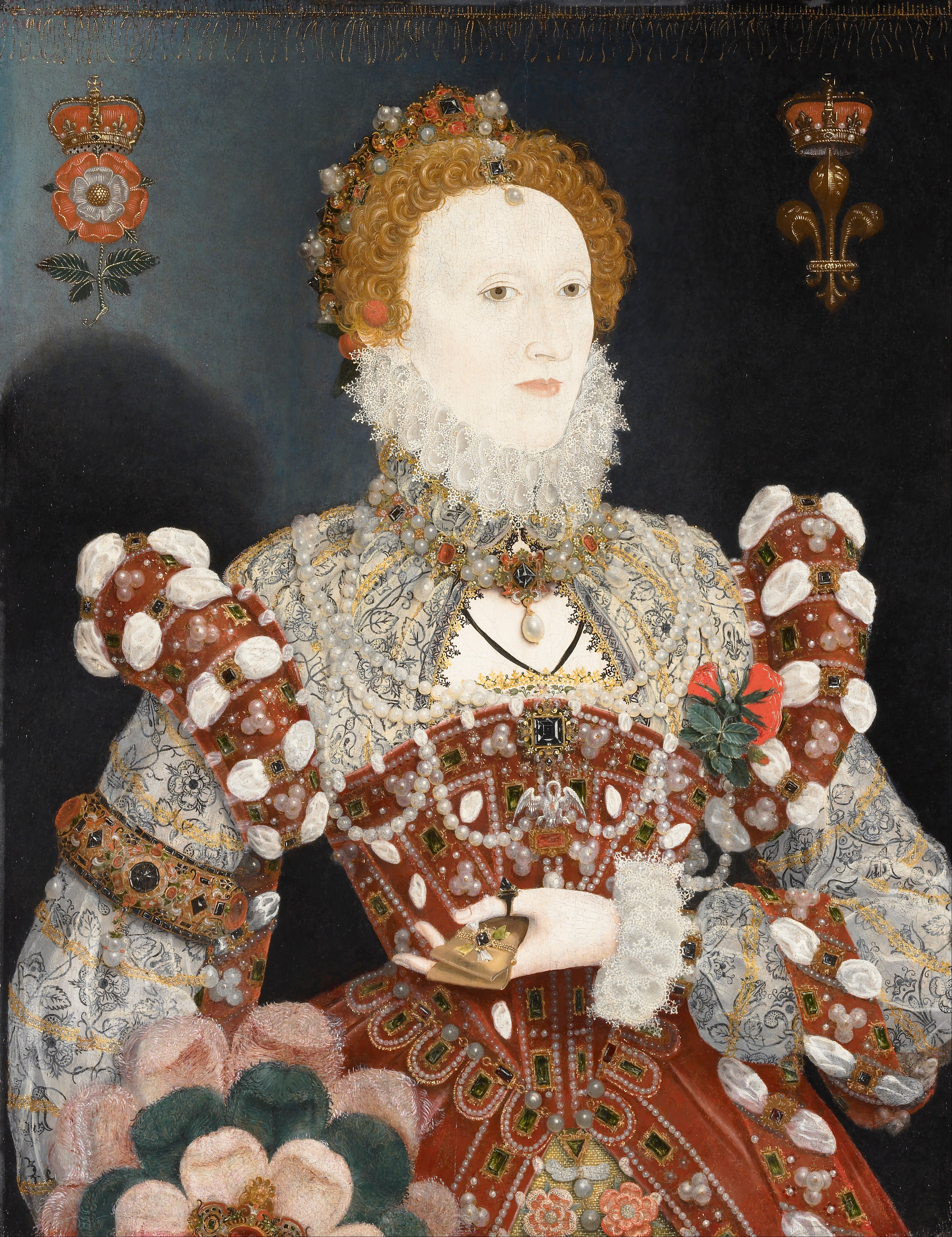
Можливо Ніколас Хіллард. «Королева Єлизавета І», до 1575 року.
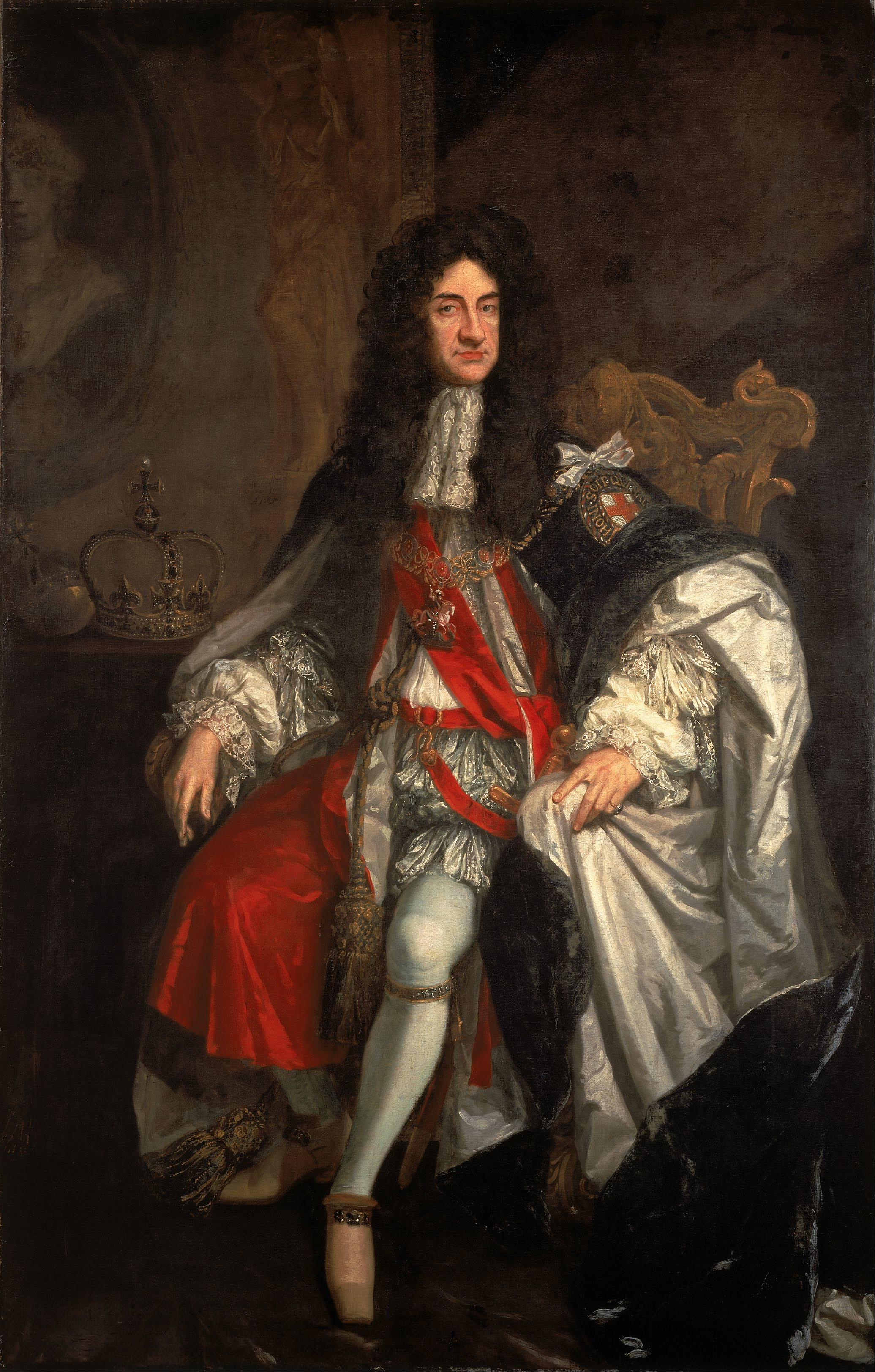
Годфрі Неллер. «Король Карл ІІ» (недатовано)
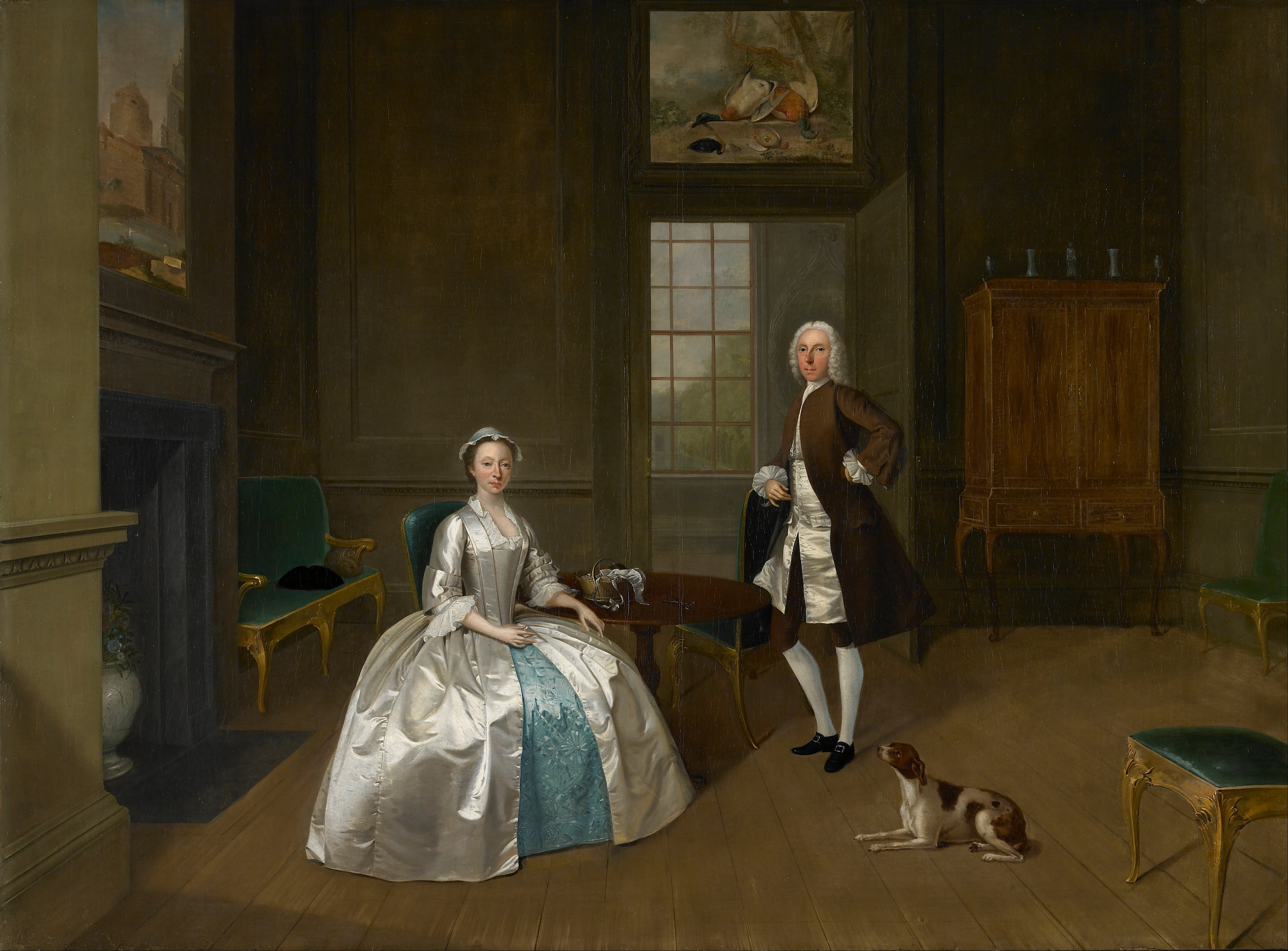
Артур Девіс. «Міссіз та містер Атертон», бл. 1743 року
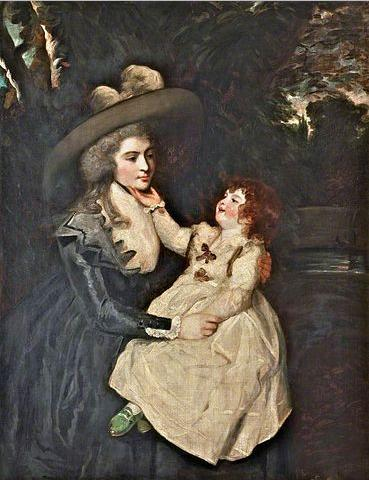
Джошуа Рейнольдс. «Міссіз Сеафорт з дитиною», 1787 рік
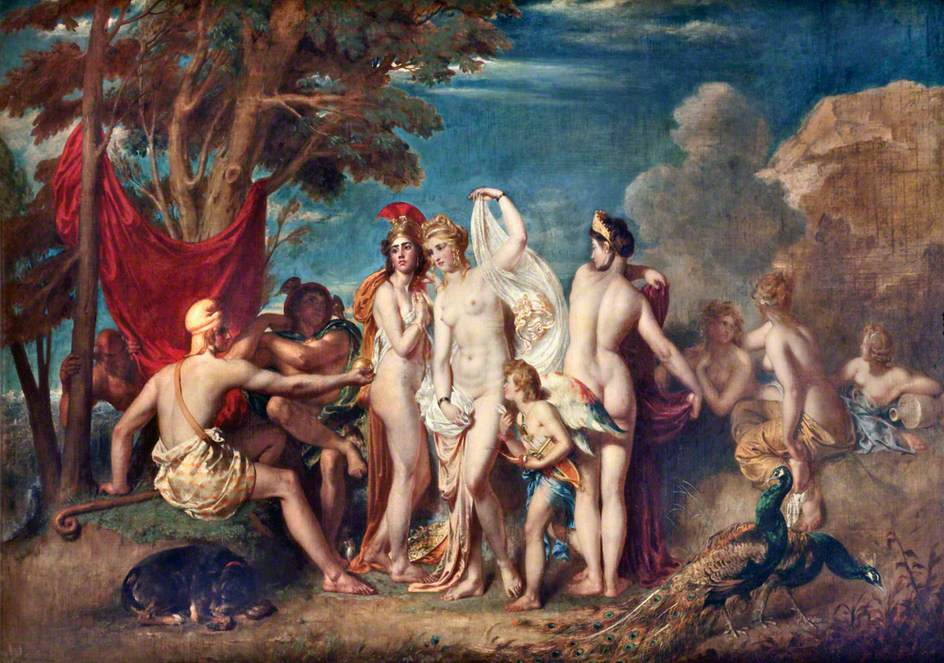
Вільям Етті. «Суд Париса», 1826 рік
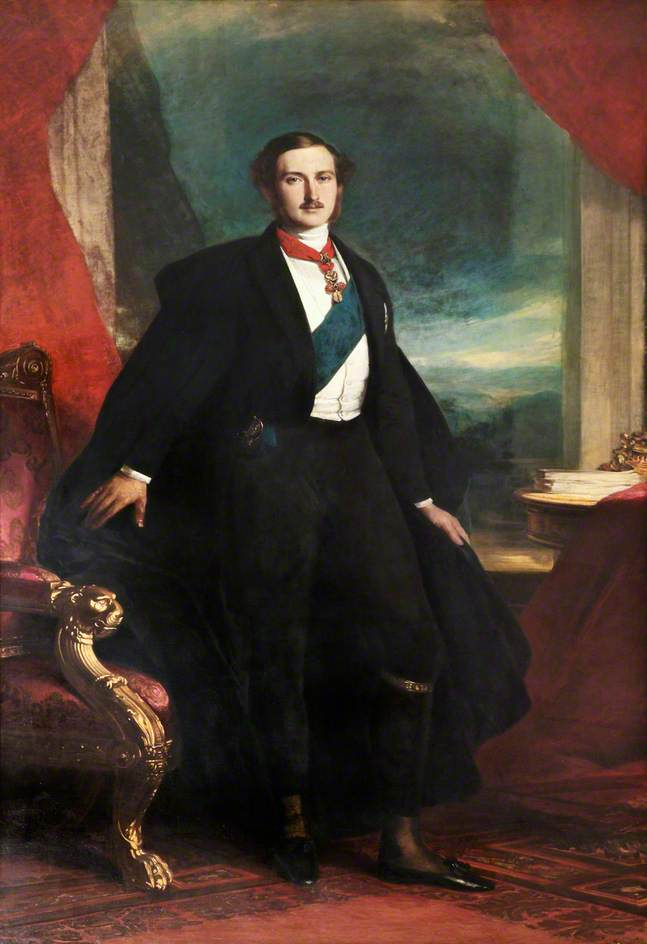
Франц Ксавьєр Вінтрхалтер. «Принц Альберт, чоловік королеви Вікторії»
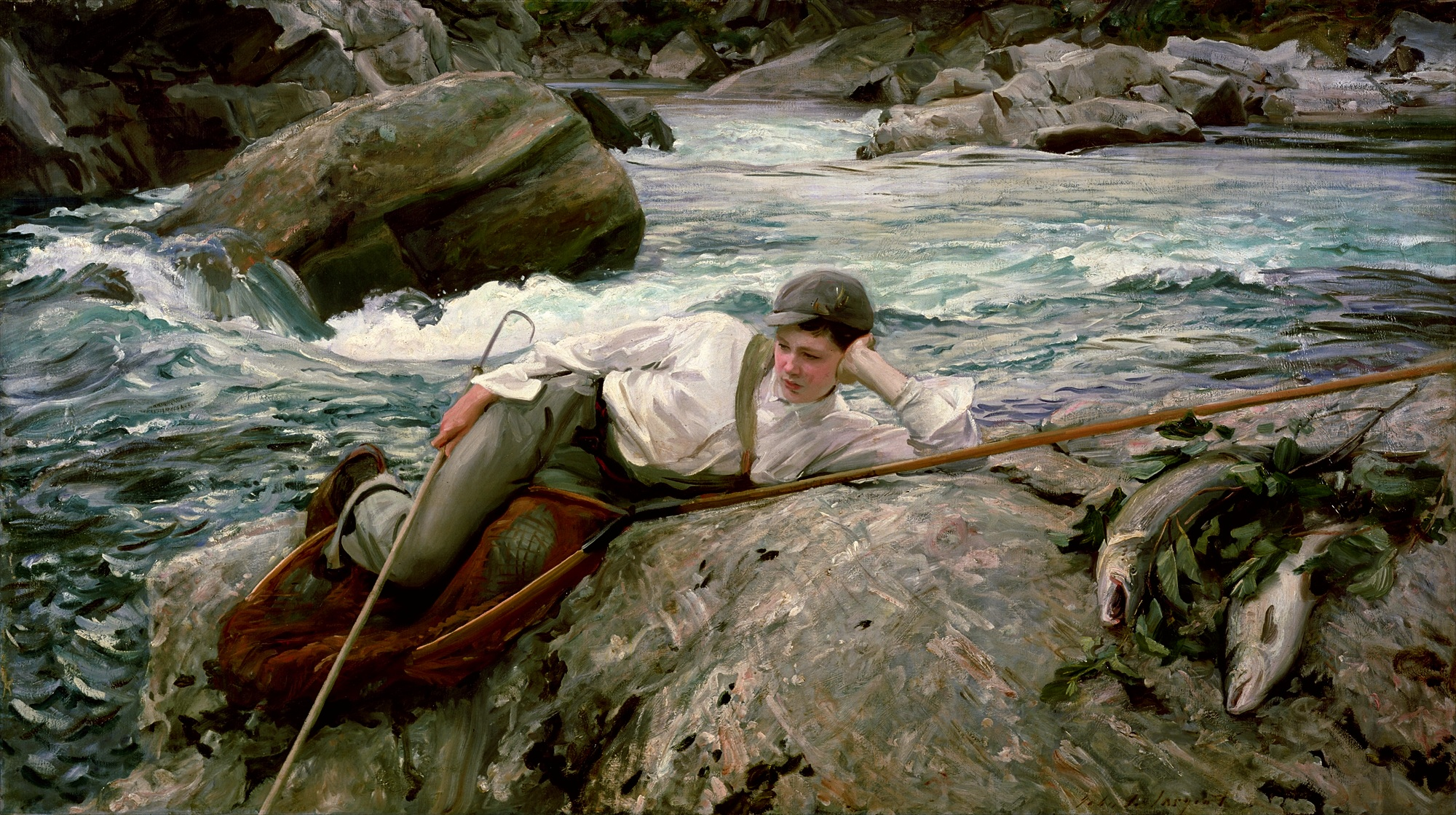
Джон Сінгер Сарджент. «На свято, рибалка у Норвегії», 1901 рік
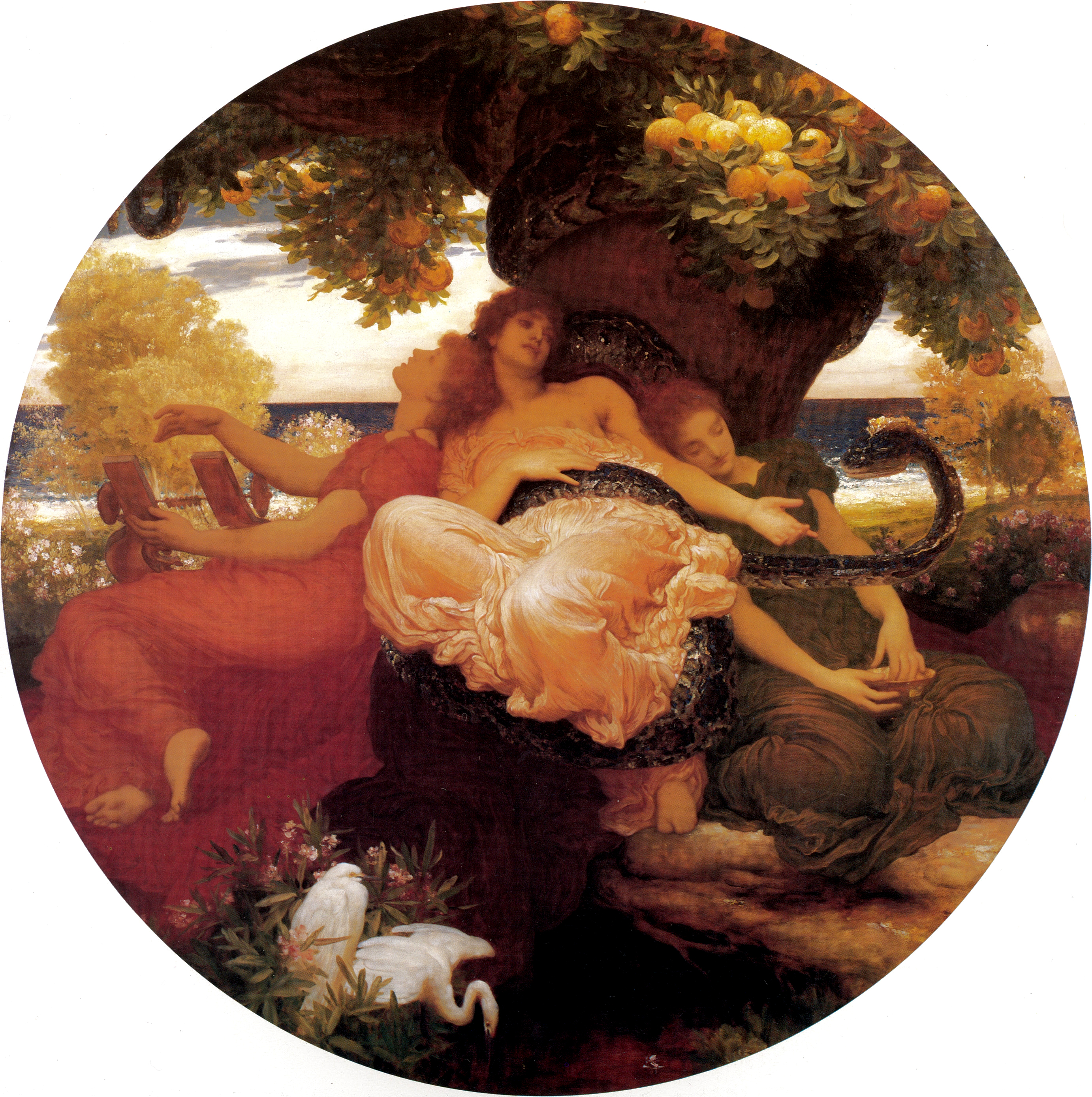
Фредерік Лейтон. «Сад Гесперід», 1892 рік
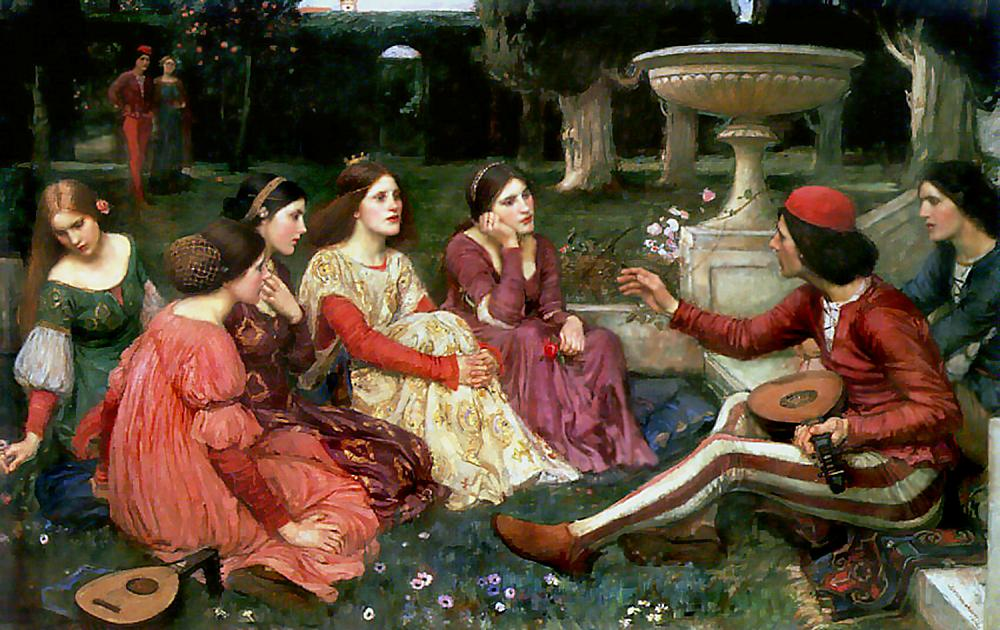
Джон Вільям Вотергаус. Ілюстрація до «Декамерона» Бокаччо. 1916 рік.
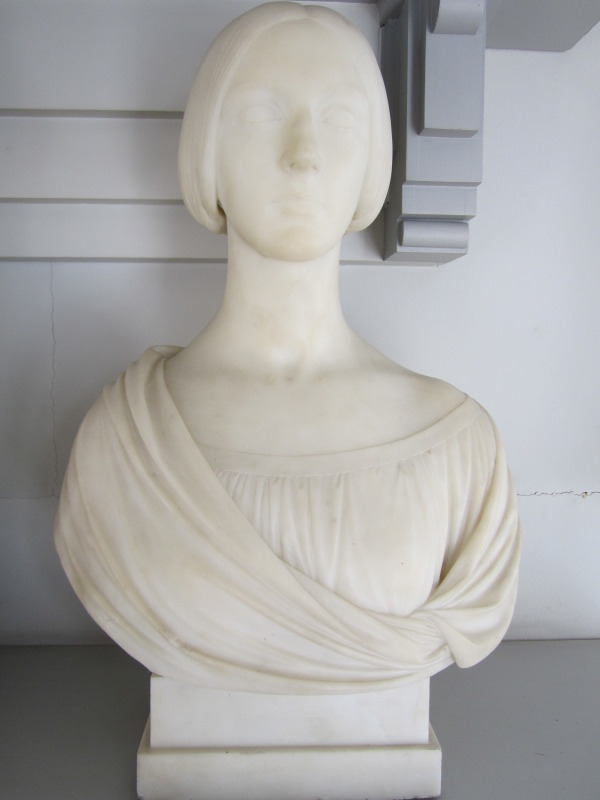
П'єтро Тенерані. «Невідома дівчина», погруддя, мармур

## Розташування
Так сталося, що історична за архітектурою споруда галереї мистецтв вибудована на вулиці Вільяма Брауна, де розташовані лише бібліотеки та музейні заклади Ліверпуля.

## Місце в музейній системі Ліверпуля
Галерея мистецтв Вокера посідає важливе місце в музейний системі, позаяк її розглядаюит як Національну галерею на півночі Британії. До того ж її фінансують з коштів столичного уряду. Галерея не збирає сучасне мистецто, позаяк твори мистецтва кінця 20 і початку 21 століть зосереджені у Альберт-доку Ліверпуля, де працюють з мистецтвом означеного періоду.

## Збірка живопису (характеристика)
З урахуванням хронологічних меж, в галереї мистецтв представлені твори раннього і пізнього відродження, бароко, різні стилі 19 століття переважно на британському матеріалі (класицизм, прерафаеліти, академізм), твори митців французького імпресіонізма (останні поодинокими зразками — Клод Моне, Едгар Дега), символізма.

## Декоративно-ужиткове мистецтво галереї Вокера

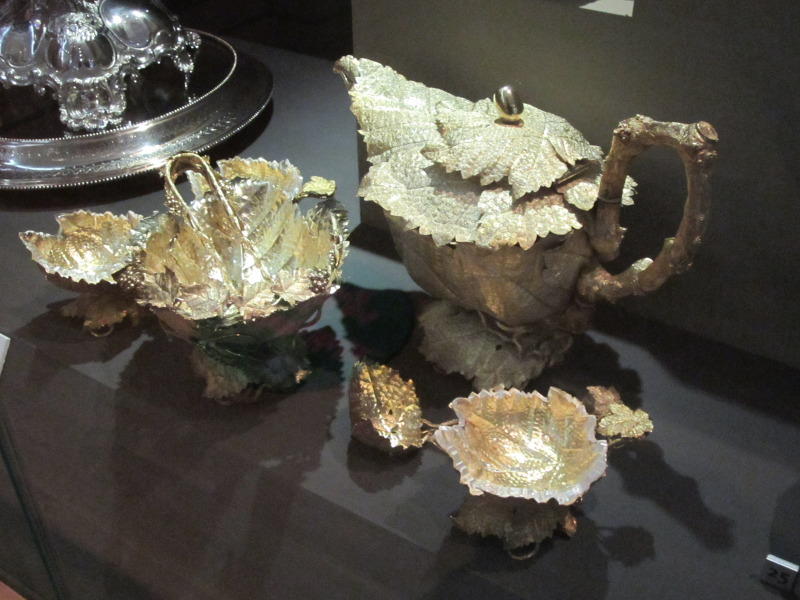
Сервіз дл чаювання, золочене срібло, до 1871 року.

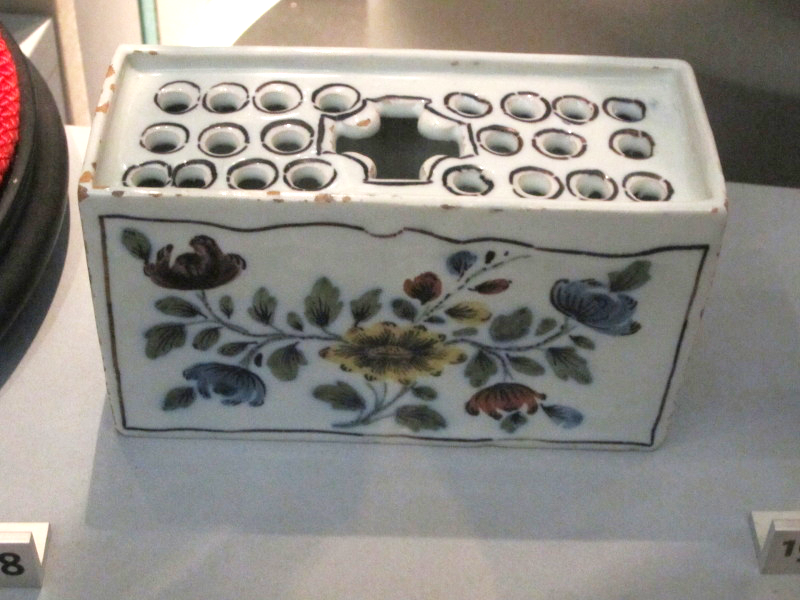
Фаянсовий блок для тюльпанів, бл. 1760 року
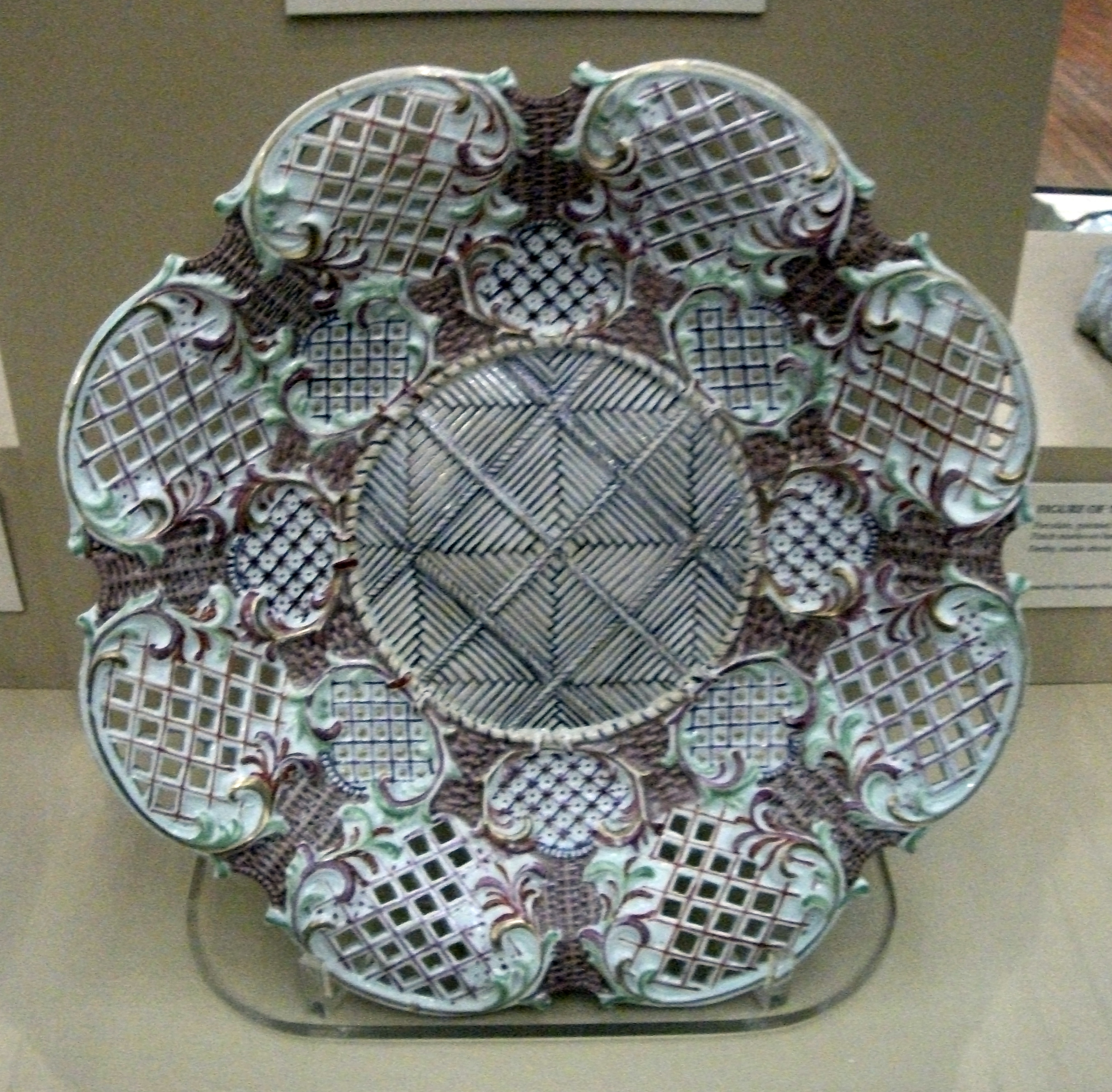
Зразок місцевої порцеляни
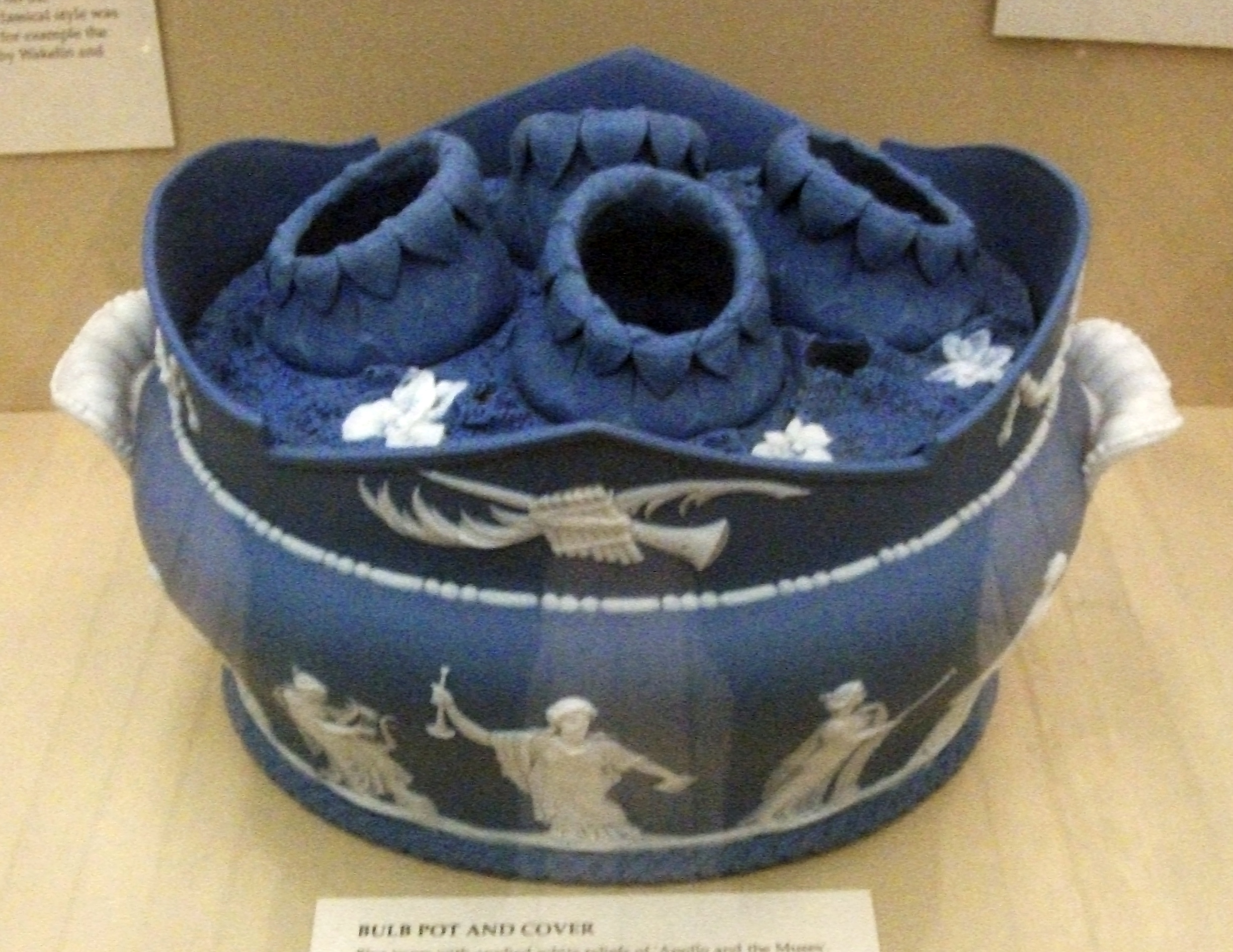
Порцеляна Веджвуд, бл. 1785 року
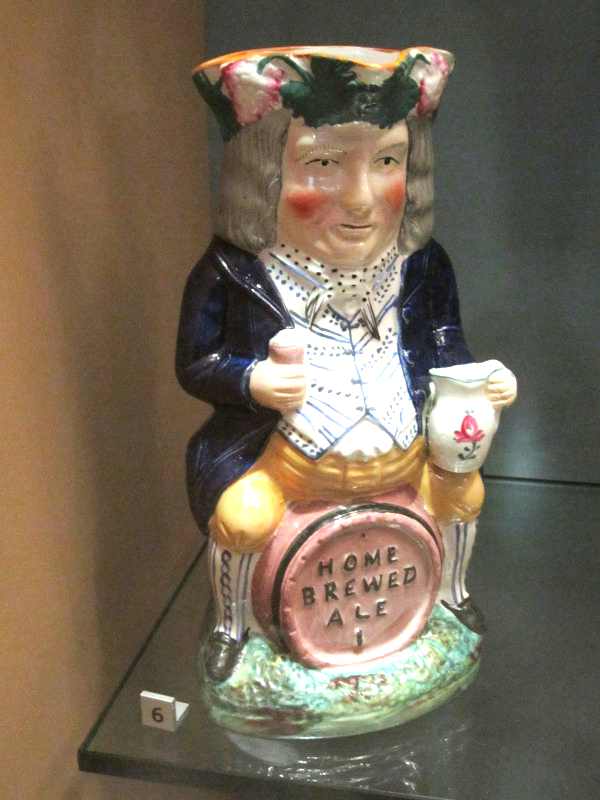
Фаянс «Сер Тобі», до 1840 року
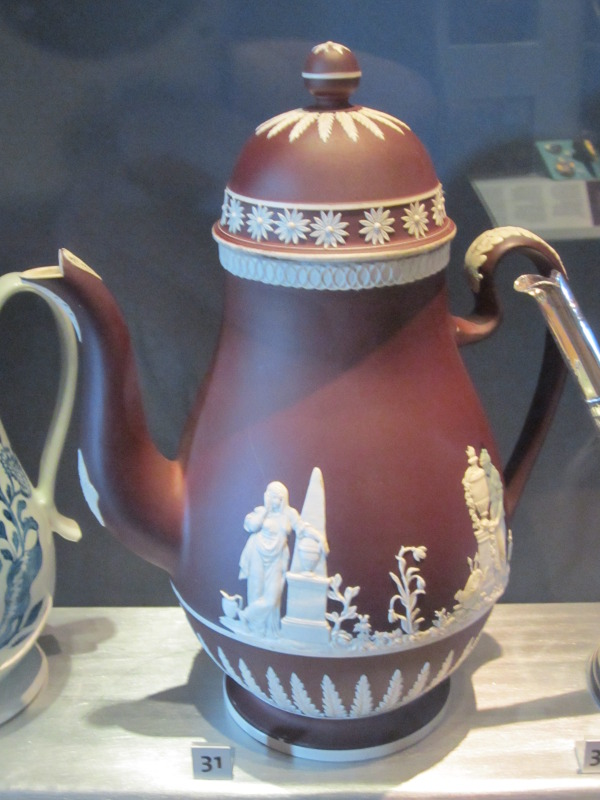
Глек для кофейного напою, кам'яна маса, до 1810 року
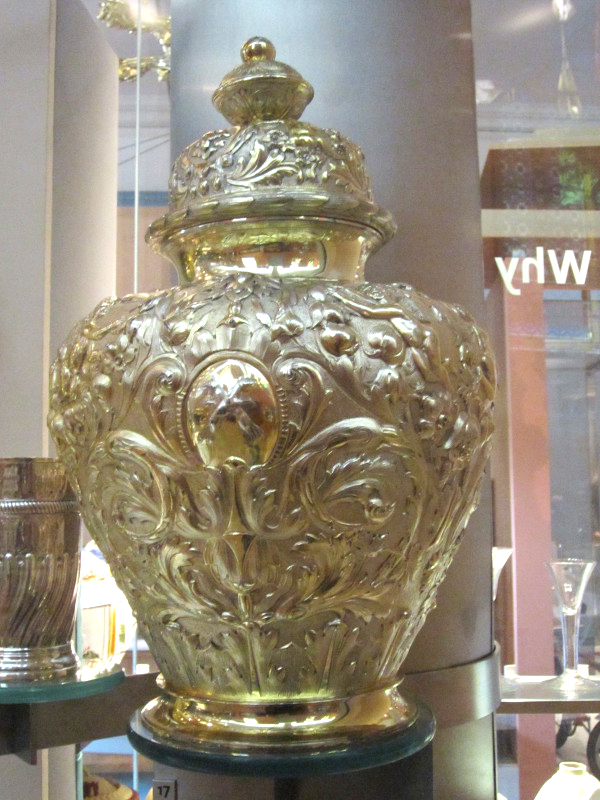
Срібна ваза, бл. 1865 року.
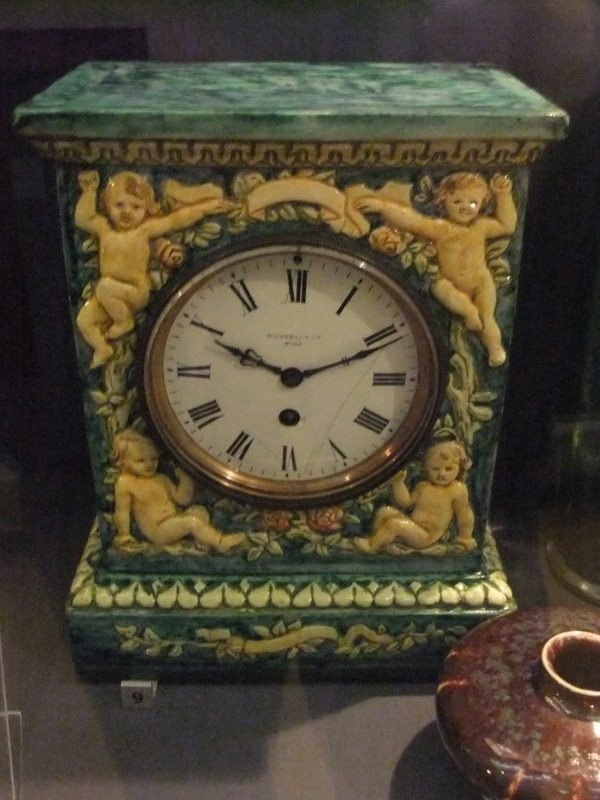
Керамічний корпус длягодинника, бл. 1903 року.

## Твори 16-19 ст

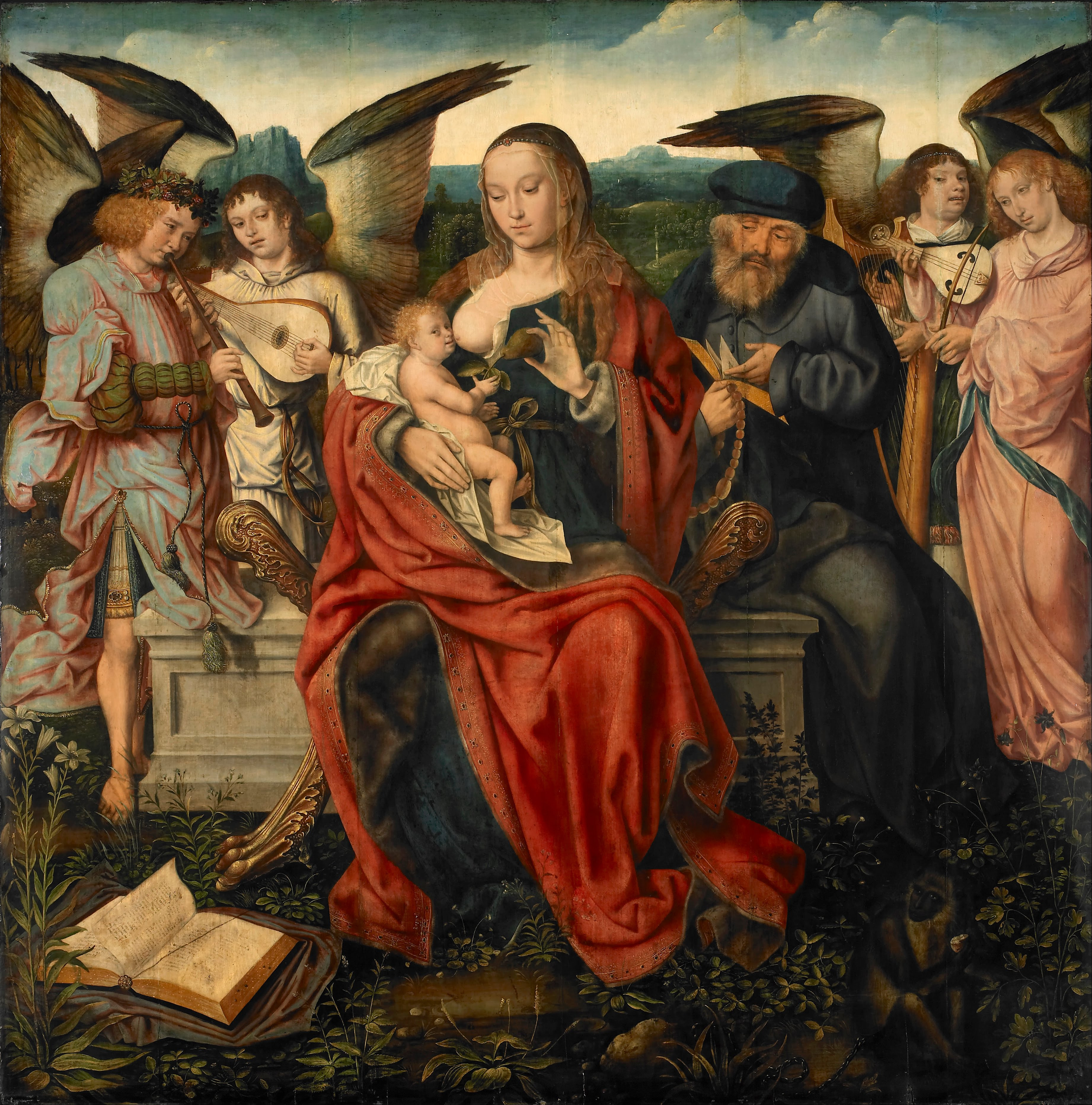
Майстер з Франкфурта. «Свята родина і янголи», 1515 р.

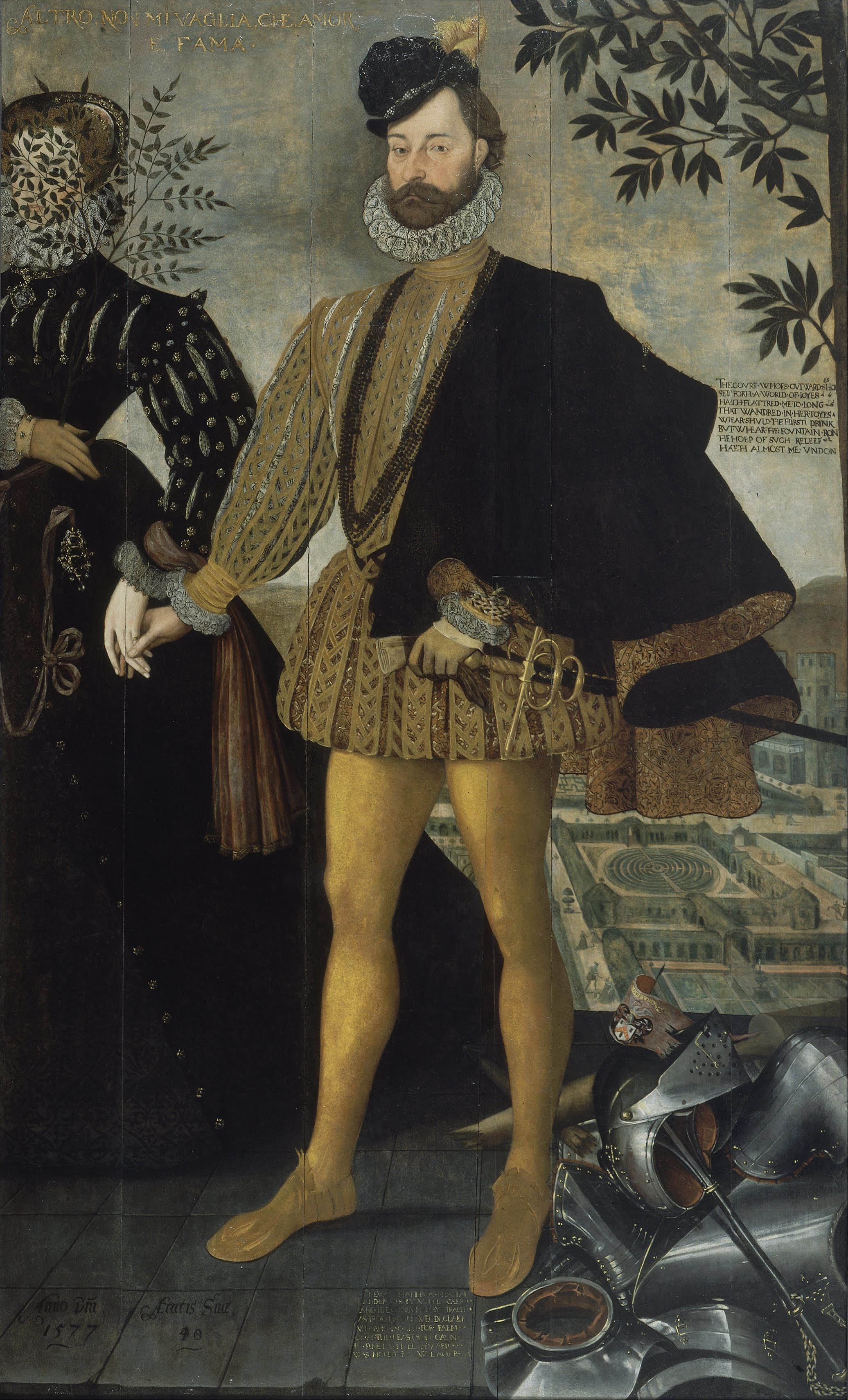
Британський анонім. «Портрет сера Джорджа Дельве на тлі з садом і лабіринтом», 1577 рік

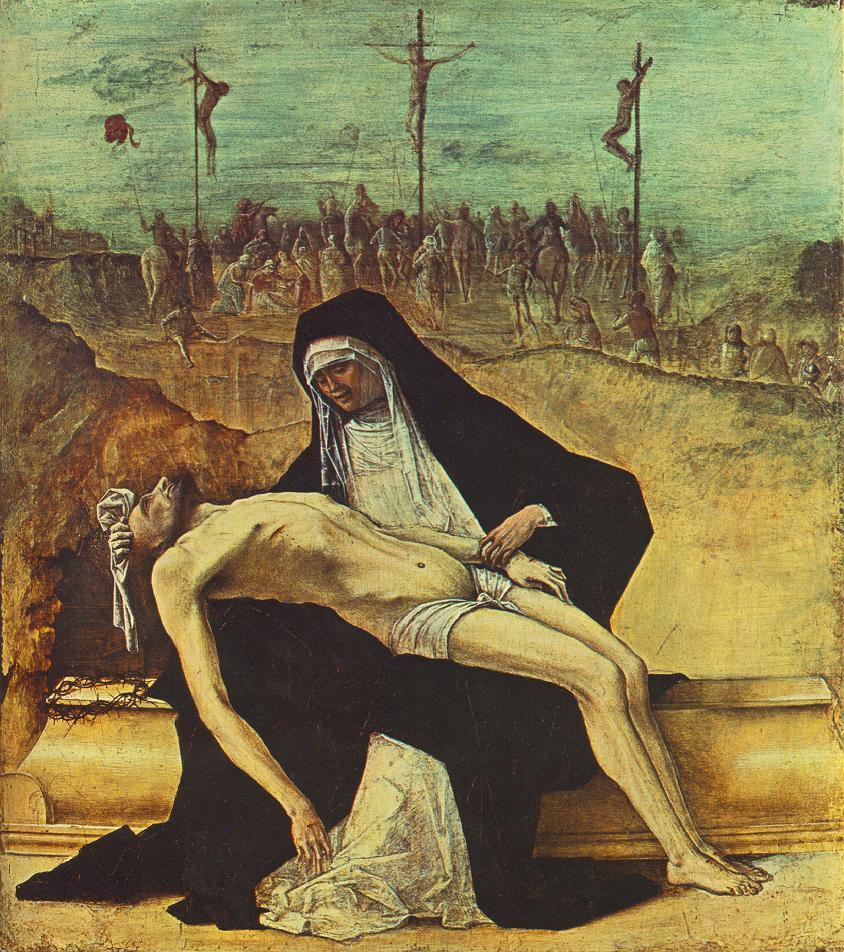
Ерколе де Роберті. «Оплакування Христа», пределла, до 1486 року
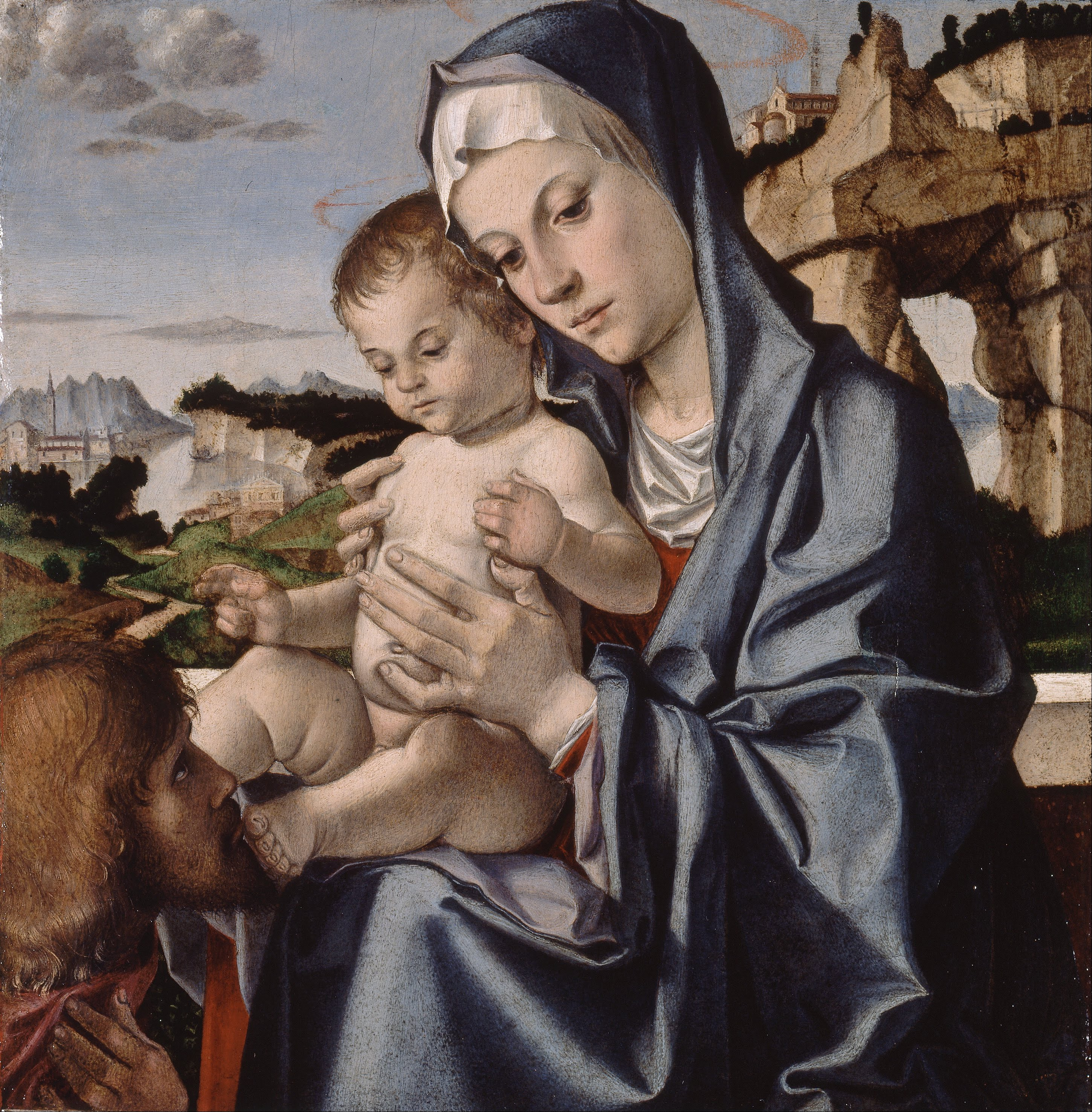
Бартоломео Монтанья. «Мадонна з немовлям і св. Георгієм», бл. 1483 року
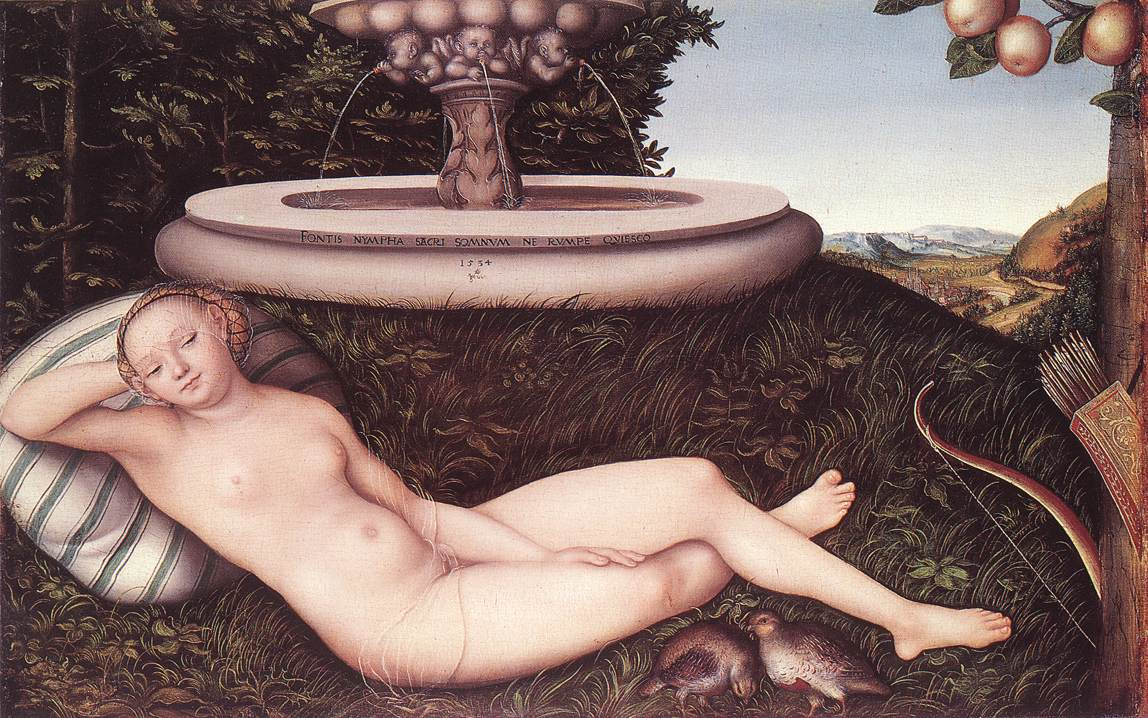
Лукас Кранах старший. «Німфа», бл. 1534 р.
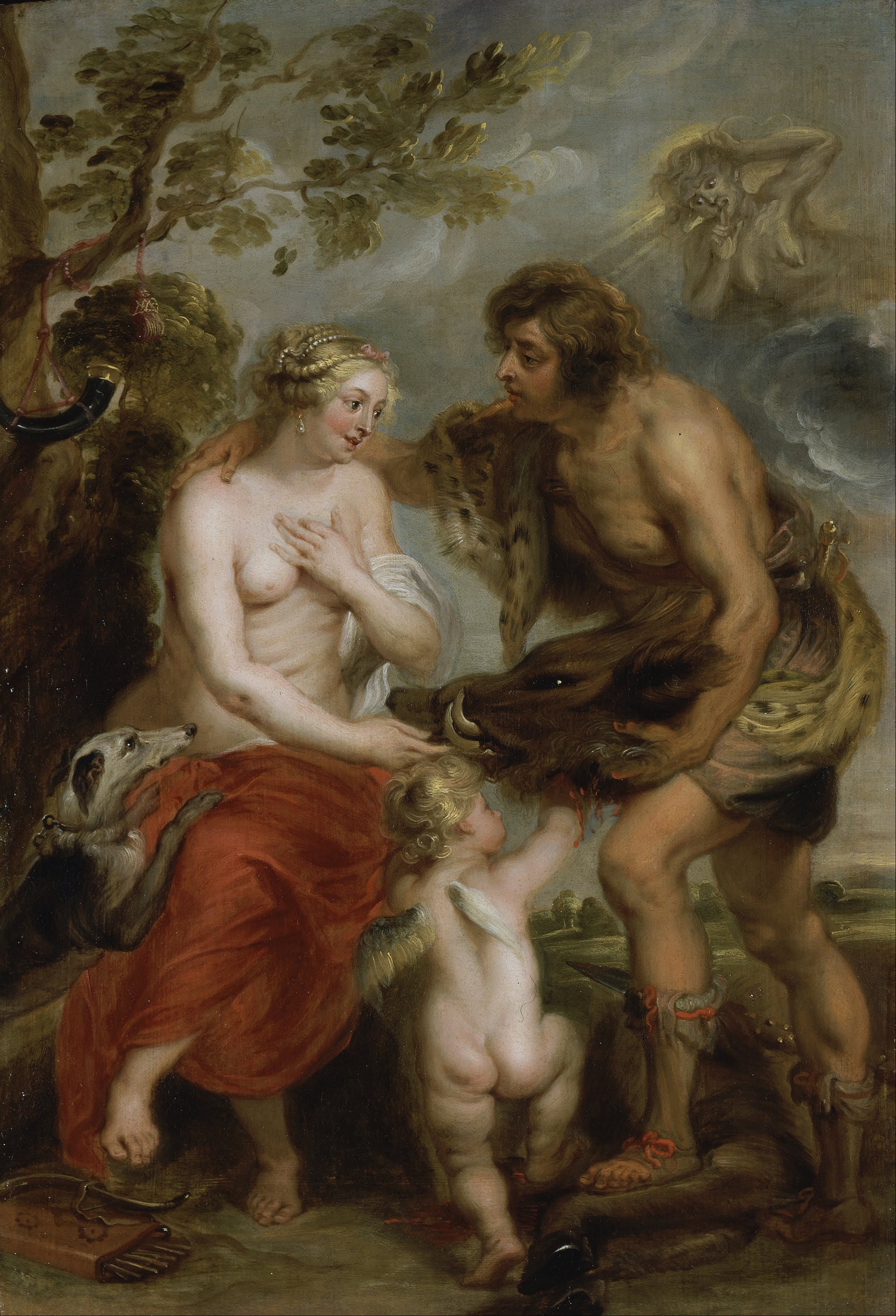
Пітер Пауль Рубенс. «Аталанта і Мелеагр», до 1637 року
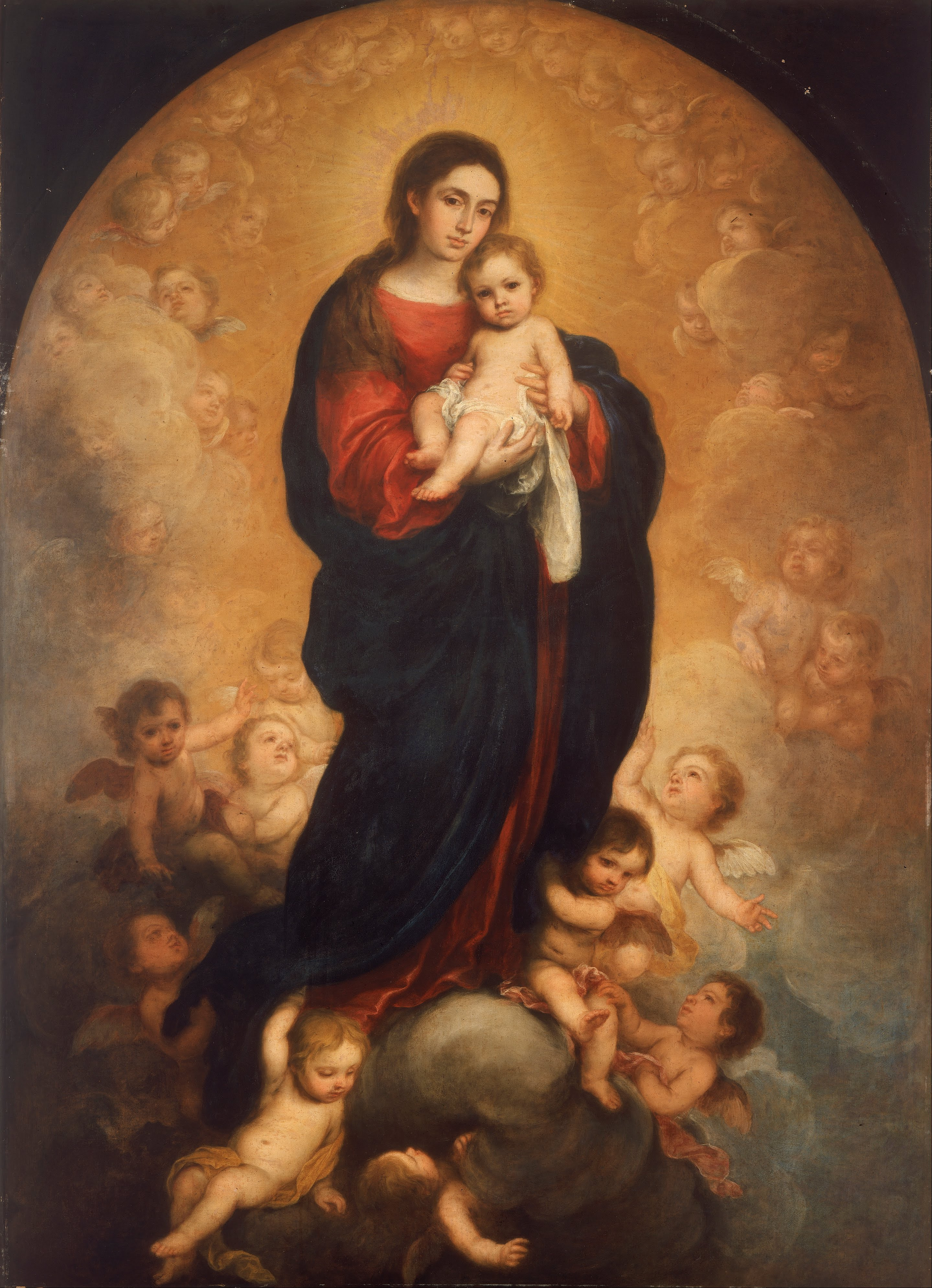
Мурільйо. «Мадонна в славі», бл. 1673 року
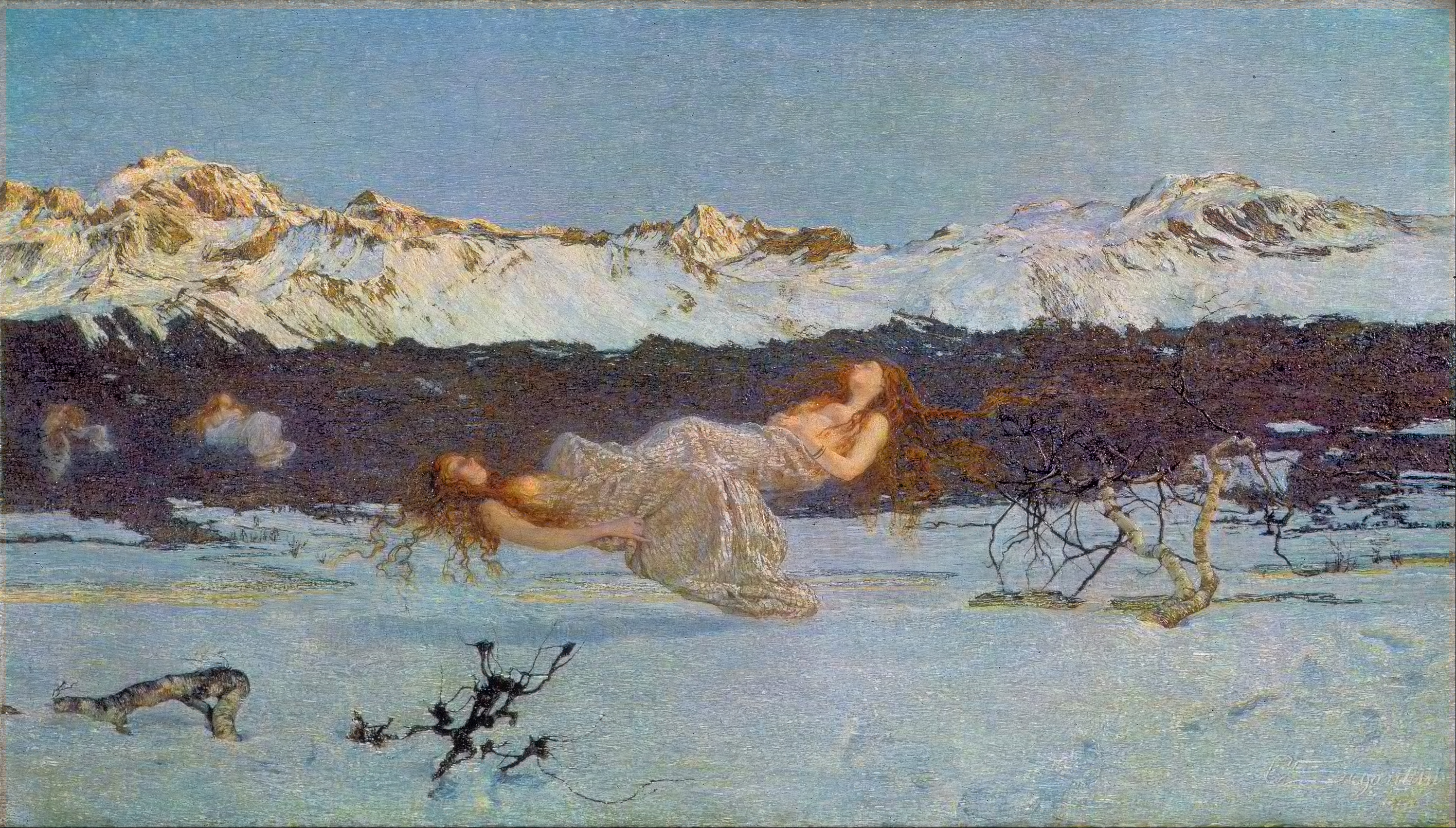
Джованні Сегантіні, «Покарання», символізм, кінець 19 ст.